# Slepé rameno Orlice u Stříbrného rybníka
Slepé rameno Orlice u Stříbrného rybníka je poslední lokalita výskytu rdestu dlouholistého (Potamogeton praelongus) v České republice. Nachází se ve východní části Hradce Králové. V budoucnosti se na této lokalitě počítá s vyhlášením chráněného území se statutem národní přírodní památky; mezi lety 1998 a 2008 byla plocha tzv. přechodně chráněnou plochou.
Současně je prováděna řada aktivních opatření, aby se populace rdestu dlouholistého (P. praelongus) uchovala (monitoring stavu, pokusy o repatriaci na jiné lokality, množení rostlin, odbahňování ramene, atp.)

## Galerie

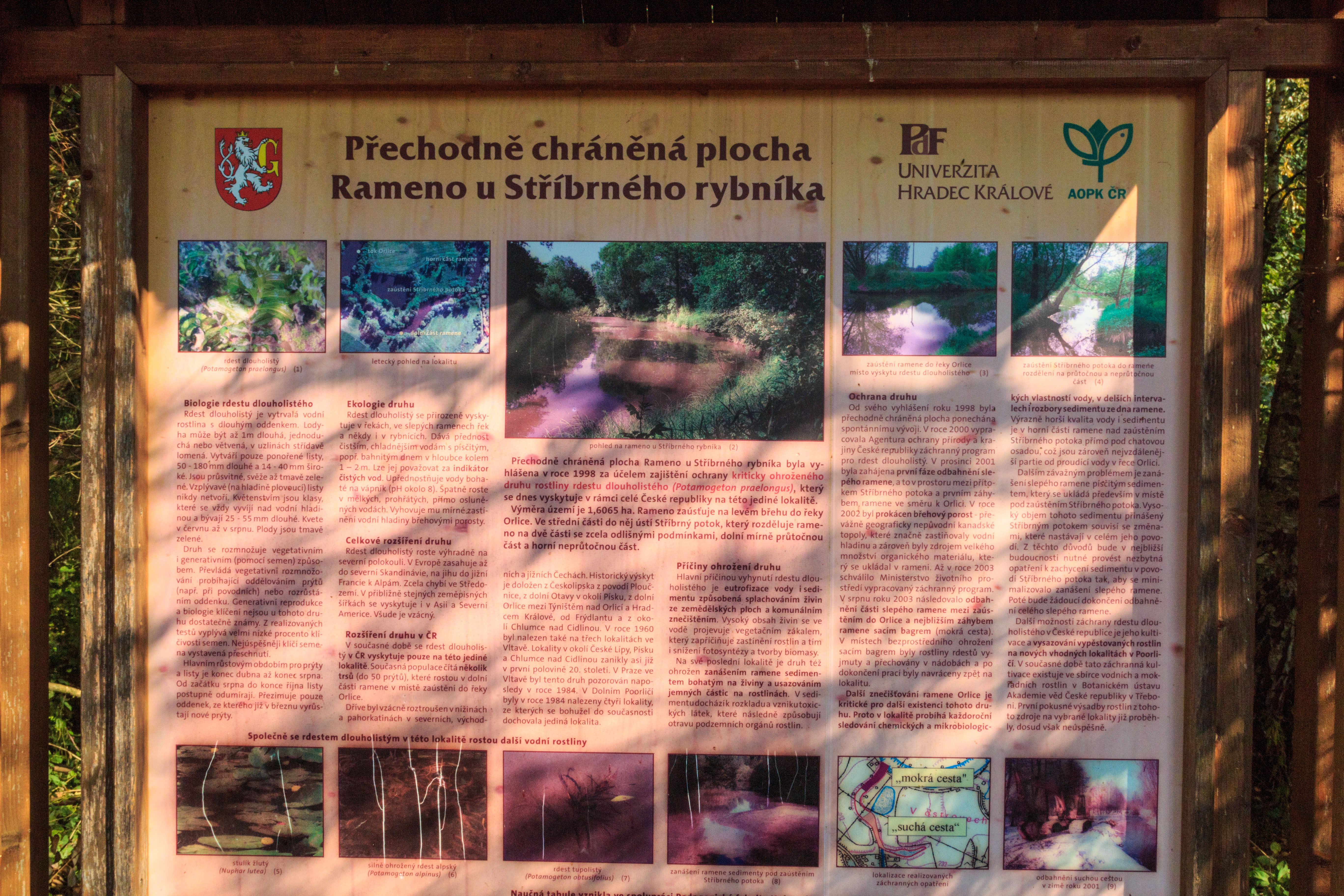
Mrtvé rameno Orlice u Stříbrného rybníka - infotabule
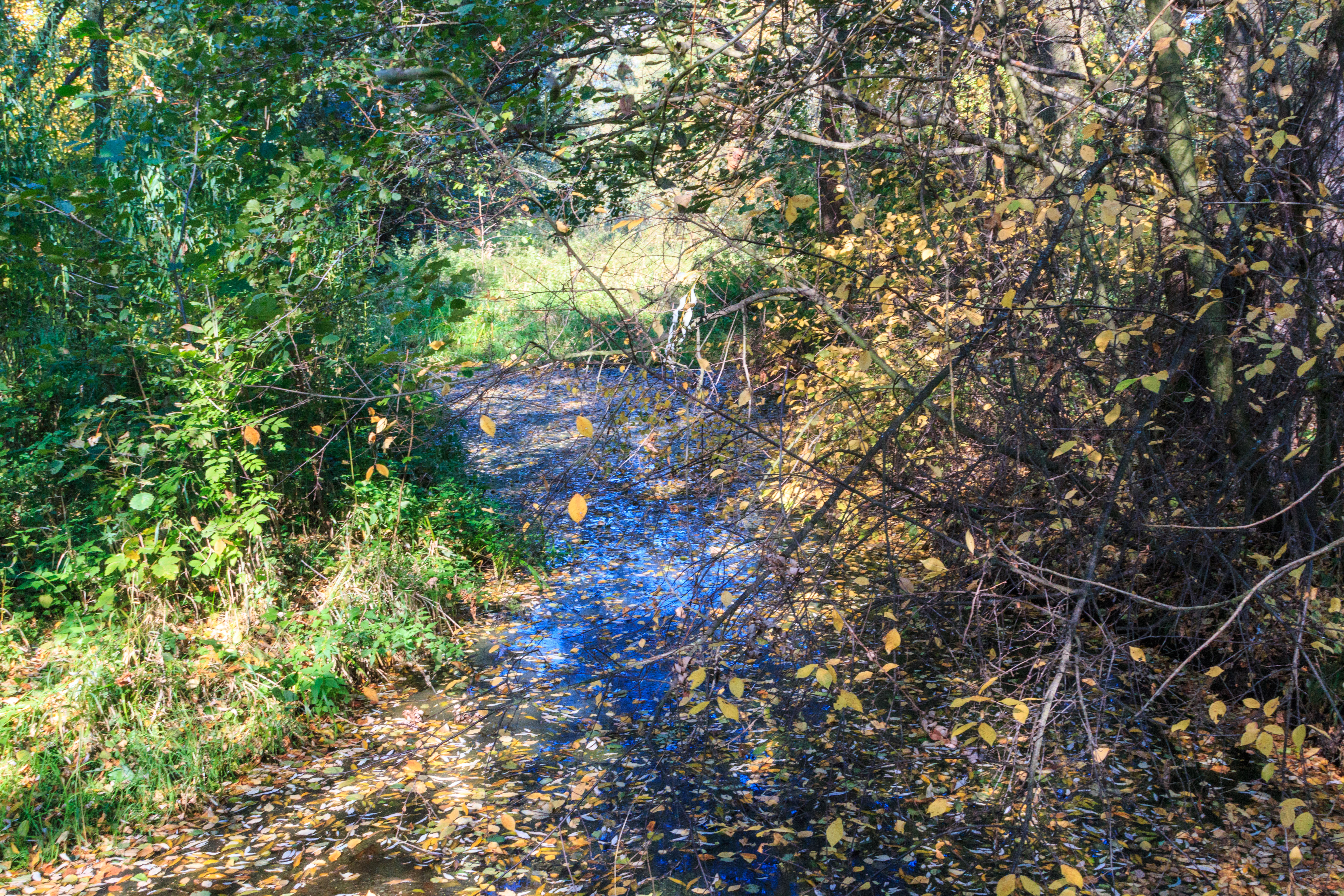
Mrtvé rameno Orlice u Stříbrného rybníka
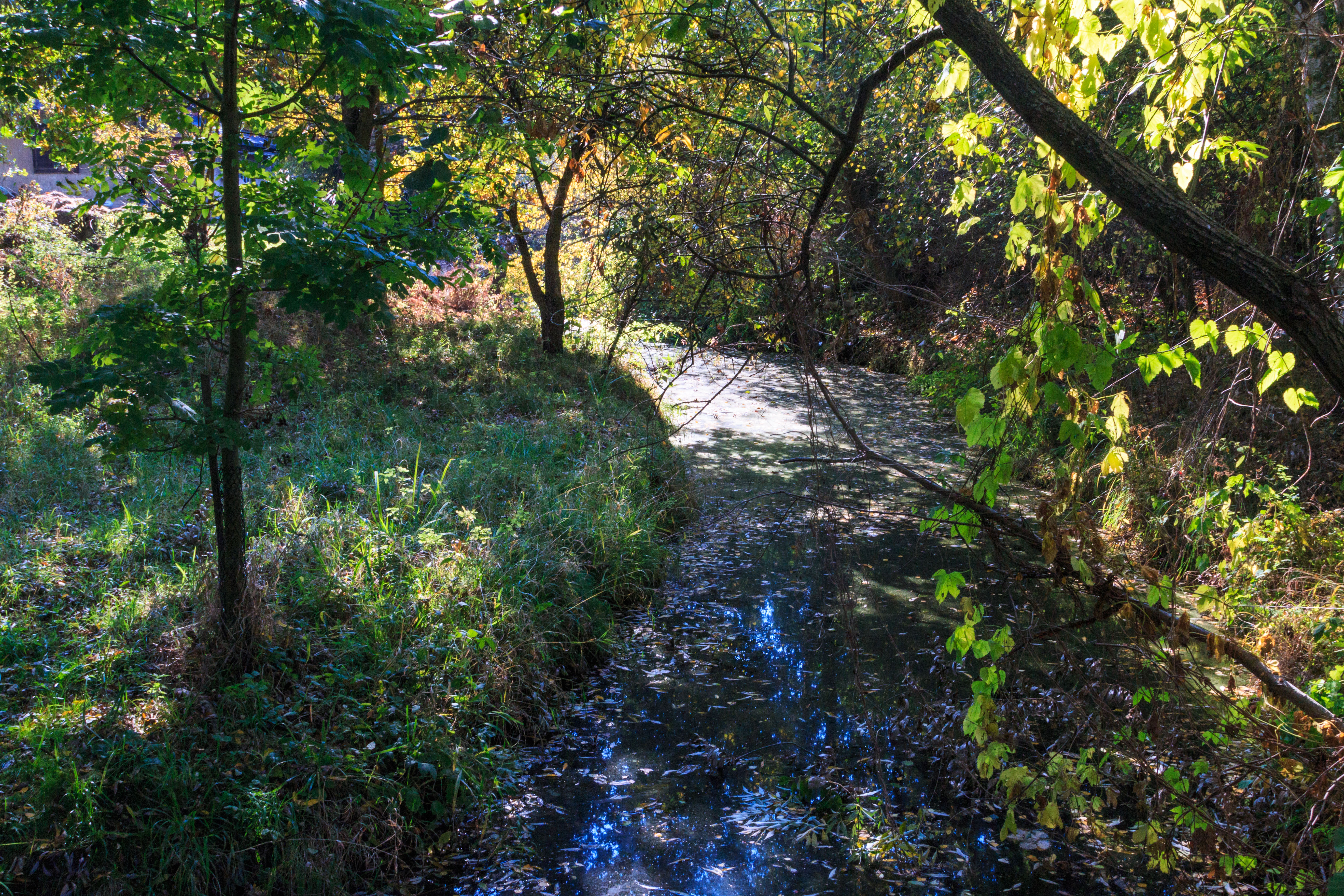
Mrtvé rameno Orlice u Stříbrného rybníka
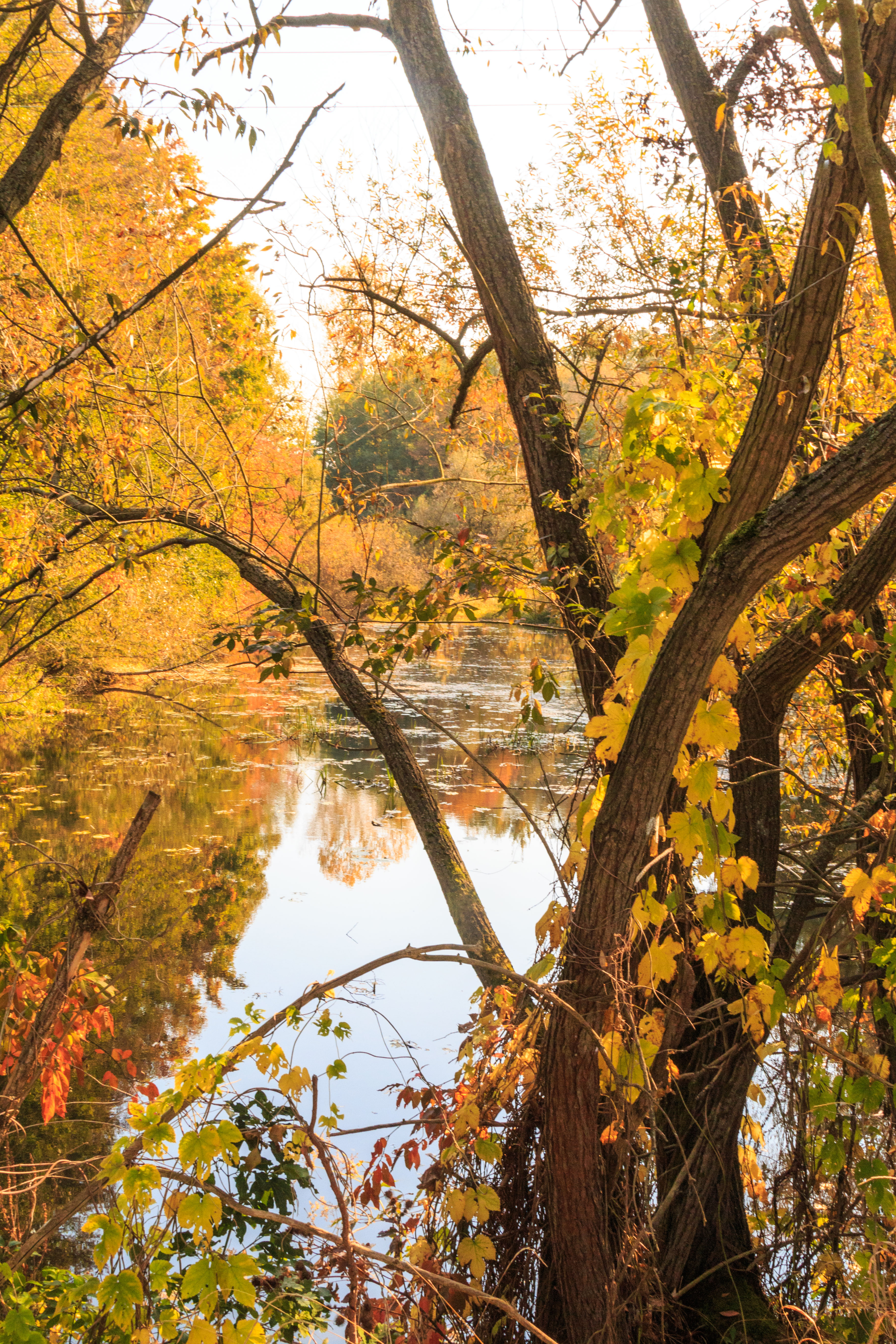
Mrtvé rameno Orlice u Stříbrného rybníka